# 歩兵第343連隊
歩兵第343連隊（ほへいだいさんびゃくよんじゅうさんれんたい、歩兵第三百四十三聯隊）は、大日本帝国陸軍の連隊の一つ。

## 沿革
1945年（昭和20年）7月12日に軍旗を拝受し、第15方面軍の直轄として近畿防衛の準備を実施中に終戦を迎えた。

## 歴代連隊長
| 代 | 氏名     | 在任期間   | 備考 |
| -- | -------- | ---------- | ---- |
| 1  | 稲田安良 | 1945.6.5 - |      |